# Usulután
Usulután è il capoluogo del dipartimento di Usulután e quarta città dell'El Salvador.